# Дубровник (эсминец)
«Дубровник» (сербохорв. Дубровник / Dubrovnik), в 1941—1943 годах — «Премуда» (итал. Premuda), в 1943—1945 годах — TA-32 (нем. Torpedoboot Ausland 32) — югославский эскадренный миноносец (эсминец), построенный в 1930—1931 годах британской судостроительной компанией Yarrow Shipbuilders в Глазго. Считался одним из крупнейших эсминцев в мире на тот момент. «Дубровник», построенный по британским технологиям, являлся достаточно быстрым кораблём, вооружённым 140-мм корабельными орудиями производства фирмы Škoda. Планировалось построить всего три таких эсминца для югославского флота, но был построен только «Дубровник». За время своей службы в королевских ВМС Югославии «Дубровник» совершил несколько визитов в порты Средиземноморья, в Босфор и Дарданеллы и Чёрное море. В октябре 1934 года на нём отправлялся в Марсель король Александр I Карагеоргиевич, и этот же корабль доставил тело погибшего короля на родину.
В апреле 1941 года во время Югославской операции вермахта эсминец «Дубровник» был захвачен итальянцами. После ремонта, включавшего замену вооружения, укорачивания мачты и корабельных труб, корабль был принят в состав КВМС Италии под именем «Премуда», где занимался в основном конвоированием транспортных кораблей. В июне 1942 года он в составе итальянских сил атаковал британцев в разгар операции «Гарпун», не позволив им довести конвой до Мальты. В июле 1943 года корабль получил повреждения силовой установки и вынужден был встать на ремонт в Генуе. Для итальянцев это был крупнейший и важнейший трофей во Второй мировой войне.
После капитуляции Италии в сентябре 1943 года немцы захватили «Премуду» в Генуе. Изначально её хотели переоборудовать в плавучий радар для обнаружения вражеских ночных истребителей и ориентирования собственных, но эти планы были отменены. В августе 1944 года корабль был принят в состав кригсмарине под названием TA-32. Корабль участвовал в обстреле позиций союзников на Апеннинском полуострове и постановке морских минных заграждений. В марте 1945 года он участвовал в сражении в Лигурийском море против эсминцев «Метеор» и «Лукаут», получив лёгкие повреждения. 24 апреля 1945 года немцы затопили корабль, отступая из Генуи.

## Предпосылки к строительству
Военно-морские силы Королевства сербов, хорватов и словенцев (ВМС КСХС) в качестве трофеев забрали себе часть кораблей ВМС Австро-Венгрии, что вызвало недовольство Италии, которая на правах победителя в Первой мировой войне также требовала свою долю от флота Австро-Венгрии. В итоге многие австро-венгерские суда, которые получили ВМС КСХС, оказались устаревшими, а современными на тот момент были лишь 12 миноносцев. Вследствие этого Югославии пришлось собирать свой флот почти с нуля.
В 1920-е годы во многих флотах начала действовать концепция использования больших эсминцев (наследников лидеров эсминцев). Конструкция таких кораблей основывалась на британских эсминцах типов V и W. Во французском флоте межвоенных лет подобные корабли назывались «contre-torpilleurs» и предназначались для взаимодействия с эсминцами меньших размеров или отрядами из трёх кораблей размером с половину флотилии. Идея заключалась в том, что такая полуфлотилия могла справиться с кораблём наподобие итальянского лёгкого крейсера типа «Альберико да Барбиано» или «Луиджи Кадорна». Флот КСХС решил построить три эсминца, которые отличались бы высокой скоростью и дальностью хода. Югославское командование рассчитывало, что такие корабли при необходимости смогут достичь Центрального Средиземноморья и взаимодействовать с французскими и британскими кораблями.
В момент принятия Югославией решения о заказе кораблей все французские верфи уже были полностью загружены, так как на них велось строительство кораблей для французского флота. В связи с занятостью французов югославы обратились к британской компании «Yarrow Shipbuilders» в Глазго, чтобы построить корабли там. В отличие от французов, которые ставили на строящиеся для других стран корабли только французские орудия, компания «Yarrow» заказала орудия у чехословацкой компании Škoda. Конструкция эсминцев, заказанных Югославией, основывалась на конструкции лидеров эсминцев типа «Шекспир», но вооружённых пятью 140-мм орудиями Škoda L/56. Однако общее водоизмещение выходило слишком большим, и одно из орудий сначала заменили катапультой для гидросамолёта, а затем и площадкой для установки зенитных орудий.
Решение построить три эсминца подтверждалось тем фактом, что компания «Yarrow» заказала 12 орудий у компании Škoda (по четыре на корабль). В июле—августе 1929 года Королевство сербов, хорватов и словенцев (с 3 октября — Королевство Югославия) подписало с компанией контракт на строительство эсминца «Дубровник». В связи с последовавшей Великой депрессией этот эсминец так и остался единственным, который построила компания «Yarrow» для Югославии.

## Конструкция
«Дубровник» во многом походил на британские эсминцы, производившиеся в это же время: у него был мостик квадратной формы, полубак простирающийся на треть длины корпуса и резко наклонённый форштевень, как на супер-эсминцах типа «Ягуар» (он был характерен и для построенных позже эсминцев типа «Трайбл»). Закруглённая корма идеально подходила для того, чтобы корабль мог устанавливать минные заграждения. В связи с его техническими характеристиками и статусом флагмана флота Югославии эсминец «Дубровник» часто называют лидером, хотя он таковым формально не числился.
Главные размерения были следующими: длина — 113,2 м, ширина — 10,67 м, минимальная осадка — 3,58 м, полная осадка — 4,1 м. Стандартное водоизмещение — 1910 т, полное — 2439 т. Главную энергетическую установку составляли три паровые турбины. Две паровые турбины Парсонса и турбина экономического хода Curtis обеспечивали работу двух гребных винтов, пар подавался из трёх водотрубных котлов Yarrow с нефтяным отоплением (рабочее давление пара — 20,3 кГс/см²), расположенных в отдельных котельных. Расчётная мощность на валу составляла 42 000 л. с. (при форсировании — 48 000 л. с. или 36 000 кВт). Проектная максимальная скорость составляла 37 узлов, хотя в 1934 году в Адриатическом море при идеальных условиях корабль достиг скорости в 40,3 узла. Также была установлена низкооборотная турбина экономического хода системы Кёртиса мощностью на валу в 900 л. с. (670 кВт), которая повышала дальность плавания корабля до 7 тысяч морских миль при скорости в 15 узлов. Запас топлива составлял 470 т мазута при ёмкости топливных цистерн в 590 т.
Основное вооружение корабля составляли четыре одиночные 140-мм скорострельные пушки Škoda L/56: две располагались ближе к носу, перед надстройкой, и ещё две у кормы. Эти пушки с длиной ствола 56 калибров могли вести огонь снарядами массой 39,9 кг на расстояние до 23,4 км — это была самая крупнокалиберная артиллерия в классе эсминцев в то время, соперничать с ним могли лишь французские лидеры. Также эсминец был оснащён двумя трёхтрубными торпедными аппаратами Brotherhoods калибра 533 мм, расположенными в диаметральной плоскости. В качестве зенитного орудия дальнего боя выступала спаренная установка 83,5-мм Škoda L/55, расположенная между торпедными аппаратами, которая вела огонь 10-кг снарядами. Начальная скорость снаряда составляла 800 м/с, дальность стрельбы по горизонтали — 17 000 м, досягаемость по высоте — 12 000 м. Ближняя зона защищалась шестью 40-мм зенитными орудиями Škoda L/67 (два спаренных между трубами, два одиночных на главной палубе в корме). По сравнению со знаменитыми автоматами шведской фирмы «Бофорс» чешские были дальнобойнее, но уступали в скорострельности и скорости наводки. Для борьбы против подводных лодок эсминец был оснащён двумя бомбосбрасывателями и двумя бомбомётами с десятью глубинными бомбами. Также в состав вооружения входили два 15-мм пулемёта Škoda и 40 мин заграждения. Экипаж насчитывал 220 матросов и 20 офицеров.
Механизмы корабля, торпедные аппараты и вспомогательное оборудование на корабле были изготовлены в Великобритании, дальномеры и системы управления огнём — в Нидерландах, средства связи — в Бельгии, артиллерия — в Чехословакии. Первоначально в проект эсминца хотели включить и катапульту для гидросамолёта, но уже на стадии постройки от подобной идеи отказались окончательно.
Имел 533-мм британские торпеды, в отличие от 550-мм французских на эсминцах типа «Београд». Из сравнения характеристик британских и французских торпед следует, что технического смысла иметь два разных типа торпед с малоотличающимися характеристиками на четырёх эсминцах югославского флота не было и это вело к невзаимозаменяемости торпед, и, вероятно, это политическое и финансовое решение, так как Франция и Британия в это время предоставляли Югославии кредиты на закупку вооружения, в том числе и кораблей, с условием что Югославия закупит вооружение фирм соответствующей страны.
Предвоенные 533—550 мм торпеды для надводных кораблей
| Страна, год на вооружение | Тип     | Калибр | Длина  | Вес, кг | ВВ, кг, тип | Дальность и скорость      |
| ------------------------- | ------- | ------ | ------ | ------- | ----------- | ------------------------- |
| Великобритания, 1938      | Mk.IX** | 533 мм | 7,28 м | 1693    | 330, тротил | 10,1/41, 13,7/35 км/уз    |
| Великобритания, 1930      | Mk.IX   | 533 мм | 7,28 м | 1693    | 340, тротил | 9,6/36, 12,4/30 км/уз     |
| Франция, 1925             | 23D     | 550 мм | 8,28 м | 2068    | 308, тротил | 9/39, 13/35 км/уз         |
| Франция, 1932             | 23DT    | 550 мм | 8,58 м | 2105    | 415, тротил | 9/39, 13/35 км/уз         |
| Италия, 1928              | W260    | 533 мм | 6,86 м | 1550    | 260, тротил | 3/42, 7/32, 9,2/30, 12/26 |
| Италия, 1937              | W270    | 533 мм | 7,2 м  | 1700    | 270, тротил | 4,0/43, 12,0/30 км/уз     |
| Италия, 1935              | Si270   | 533 мм | 7,2 м  | 1700    | 270, ТГА    | 4,0/46, 8,0/35, 12,0/29   |
| Италия, 1937              | W300    | 533 мм | 7,2 м  | 1620    | 300, тротил | 3/47, 5/43, 8/36, 12/29   |
| Германия, 1936            | G7a     | 533 мм | 7,19 м | 1528    | 280, SW-36  | 5,5/44, 7,5/40, 12,5/30   |
| Германия, 1928            | G7a     | 533 мм | 7,19 м | 1528    | 280, SW-18  | 5,5/44, 7,5/40, 12,5/30   |

## Служба

### Югославия
Корабль был заложен 10 июня 1930 года на стапеле судостроительного завода «Yarrow Shipbuilders» в Глазго по заказу Югославии. Спущен на воду 12 октября 1931 года. Получил имя «Дубровник» (сербохорв. Дубровник / Dubrovnik) в честь бывшего города-государства и югославского порта. Корабль был достроен в 1932 году, когда были установлены орудия главного калибра и лёгкие зенитные орудия. После прибытия в Которский залив югославские кораблестроители установили на судно дополнительное тяжёлое зенитное вооружение. В мае 1932 года «Дубровник» официально вошёл в состав Королевских ВМС Югославии, первым его капитаном стал Армин Павич.
В сентябре 1933 года эсминец отплыл из Которского залива и прибыл в румынскую Констанцу через территориальные воды Турции. На борт эсминца тогда впервые взошли король Александр I Карагеоргиевич и его супруга королева Мария. Чуть позже «Дубровник» нанёс визит в румынский город Балчик и болгарскую Варну, а после отплыл обратно в Стамбул, совершил визит на остров Корфу в Ионическом море и 8 октября 1933 года вернулся в Которский залив. Через год, 6 октября 1934 года «Дубровник» отплыл во Францию с королём Александром I на борту и прибыл 9 октября в Марсель, но в тот же день короля Александра I застрелил боевик ВМРО Владо Черноземский. «Дубровник» отвёз тело погибшего монарха: эсминец сопровождали британские, французские и итальянские корабли. После Павича капитаном корабля стал Владимир Шашкиевич. В августе 1935 года «Дубровник» нанёс визит на греческий остров Корфу и во французский порт Бизерта (ныне Тунис).
В 1936 году на борту эсминца проходили съёмки немецкого кинофильма Белые рабы: Броненосец «Севастополь». «Дубровник» выступил в роли линкора «Севастополь».
В августе 1937 года «Дубровник» нанёс визит в Стамбул и греческие порты Мудрос и Пирей.
В апреле 1941 года Германия и её союзники вторглись на территорию Югославии. «Дубровник» под командованием Шашкевича был приведён в полную боевую готовность, возглавив 1-й дивизион миноносцев вместе с тремя эсминцами типа «Београд» («Београд», «Загреб» и «Любляна»). Тем не менее, 17 апреля 1941 года итальянцы захватили корабль в Которском заливе, несмотря на попытки югославских моряков затопить его.

### Италия
«Дубровник» был отправлен в Таранто 21 мая, где прошёл ремонт и покраску. Корабль получил новое имя «Премуда» (итал. Premuda) в честь итальянского острова, у которого торпедным катером MAS в июне 1918 года был потоплен австро-венгерский линкор «Сент-Иштван». Итальянцы сняли запасной ходовой мостик на корме, заменив его на визирный пост зенитного огня, а также укоротили мачту и трубы. Четыре одиночные 140-мм пушки Škoda L/46 были заменены 135-мм итальянскими пушками OTO/Ansaldo /45, спаренные 84-мм пушки Škoda L/55 — 120-мм гаубицей Ansaldo L/15 для стрельбы осветительными снарядами, шесть 40-мм зенитных орудий Škoda L/67 — четырьмя 20-мм пушками Breda/65, место для установки дополнительных орудий освободили благодаря демонтажу прожекторов. На мостик был установлен прибор управления артиллерийским огнём, а позже 120-мм орудие заменили спаренным 37-мм зенитным орудием Breda 37/54. Экипаж корабля во время его службы в КВМС Италии составляли 13 офицеров и 191 матрос.
В феврале 1942 года корабль был принят в состав КВМС Италии. В том же месяце экипаж корабля принял на борт британских военнопленных, которых пришлось спасать после крушения итальянского транспорта «Ариосто», затонувшего на пути из Триполи в Сицилию. В начале июня подводная лодка «Аладжи», перепутав «Премуду» из-за схожести с британским эсминцем типа H, выпустила по кораблю торпеду. Хотя «Премуда» избежала попадания торпеды, в результате этой ошибки был торпедирован и потоплен лидер эсминцев «Антониотто Узодимаре» типа «Навигатори». С 12 по 16 июня 1942 года «Премуда» как корабль 10-й флотилии эсминцев была задействована в операции «Гарпун», в ходе которой итальянцы перехватывали британский конвой, шедший из Гибралтара на Мальту. Эсминец поддерживал 7-ю эскадру крейсеров КВМС Италии, в составе которой были лёгкие крейсера «Эудженио ди Савойя» и «Раймондо Монтекукколи». Всего же в атаке на конвой приняли почти все основные корабли итальянского флота (в том числе два линкора и два тяжёлых крейсера). Англичане потеряли один крейсер, три эсминца и несколько сухогрузов в связи с авианалётами, атаками подводных лодок и столкновениями с морскими минами. Итальянцы потеряли в этой операции тяжёлый крейсер «Тренто», также был серьёзно повреждён линкор «Литторио». Эсминцу «Премуда» было дано задание отбуксировать ещё один повреждённый лидер эсминцев типа «Навигатори», «Уголино Вивальди», в гавань на острове Пантеллерия в Сицилийском проливе. Действовать необходимо было под прикрытием ещё одного лидера «Ланцеротто Малочелло».
С 6 по 7 января 1943 года «Премуда» вместе с 13 итальянскими эсминцами перевозила войска в Тунис, совершив ещё два таких перехода с 9 февраля по 22 марта. 17 июля в Лигурийском море неподалёку от порта Ла Специя у эсминца были обнаружены серьёзные неполадки в двигателе, и он отправился срочно в Геную для ремонта двигателей и котлов. Морские инженеры решили переделать корабль по образцу лидеров эсминцев типа «Навигатори» и повысить ширину для улучшения остойчивости судна, а также заменить все орудия Škoda на 135-мм итальянские пушки L/45 и улучшить 37-мм и 20-мм зенитные орудия путём снятия торпедных аппаратов. Однако ремонт не удалось завершить вовремя, поскольку Италия подписала акт о капитуляции. В ночь с 8 на 9 сентября 1943 года корабль был захвачен немецкими войсками. За время участия Италии в войне «Премуда» стала самым главным и самым важным трофейным боевым кораблём Италии.

### Германия
На момент захвата немцами на «Премуду» новые орудия ещё не были установлены. Изначально командование кригсмарине хотело преобразовать корабль в разведывательное судно для обнаружения ночных истребителей Союзников: для этого планировалось установить РЛС обнаружения «Фрейя», РЛС наведения орудий «Вюрцбург» и РЛС управления артиллерийским огнём «Зеетакт». В качестве вооружения немцы планировали установить три 105-мм орудия L/45. Однако в связи с критической нехваткой миноносцев и эсминцев в Средиземном море корабль был зачислен в класс так называемых «иностранных миноносцев» с радиолокационными станциями «Зеетакт» и «Вюрцбург». Из артиллерии у корабля появились три 105-мм корабельных орудия SK L/45, десять 37-мм зенитных орудий FlaK 36 (четыре спаренных и два одиночных) и 36 20-мм зенитных пушек FlaK 30 (4 спаренные и 7 счетверённых установок), также убрали торпедный аппарат. Численность экипажа составляла 220 человек.
18 августа 1944 года корабль получил наименование TA-32, его командиром стал капитан-лейтенант Эмиль Копка. Эсминец нёс службу в составе 10-й флотилии миноносцев и патрулировал Лигурийское море. Он обстреливал позиции союзных войск в Италии, занимался разведкой в Генуэзском заливе и устанавливал морские мины. 2 октября 1944 года корабль с миноносцами TA-24 и TA-29 отправились к Сан-Ремо для установки мин, когда ввязались в бой с американским эсминцем «Гливс». После небольшой перестрелки все три корабля отступили в Геную без повреждений. К середине марта 1945 года только эти три корабля из 10-й флотилии миноносцев ещё были в боевой готовности.
В ночь с 17 на 18 марта 1945 года TA-32 установил 76 морских мин к северо-западу от Корсики у мыса Корс, действуя вместе с эсминцами TA-24 и TA-29. Наземная РЛС обнаружила три немецких корабля, и они ввязались в бой с двумя британскими эсминцами «Метеор» и «Лукаут» (эта битва стала известна как Сражение в Лигурийском море. TA-24 и TA-29 не смогли оказать сопротивления и были быстро уничтожены. TA-32 получил лёгкие повреждения и вынужден был срочно отступить: ответный огонь и попытка торпедной атаки не принесли успеха его экипажу. Высокая скорость и прикрытие густого дыма позволили эсминцу уйти в Геную. 24 апреля 1945 года немцы вынуждены были оставить Геную, но не желая отдавать британцам TA-32, попросту затопили миноносец. В марте 1950 года корабль подняли со дна и отбуксировали в Савону, где его и утилизировали.

### Книги
- Maurizio Brescia. Mussolini's Navy: A Reference Guide to the Regia Marina 1930–45. — Annapolis, Maryland: Naval Institute Press, 2012. — ISBN 978-1-59114-544-8.
- Campbell J. Naval weapons of World War Two. — Annapolis, Maryland: Naval Institute Press, 1985. — P. 403. — ISBN 0-87021-459-4.
- Conway's All the World's Fighting Ships, 1922–1946 / Roger Chesneau. — London, England: Conway Maritime Press, 1980. — ISBN 978-0-85177-146-5.
- Yugoslavia Political Diaries 1918–1965 / Robert L. Jarman. — Slough, Berkshire: Archives Edition, 1997. — Vol. 2. — ISBN 978-1-85207-950-5.
- Henry Trevor Lenton. German Warships of the Second World War. — London, England: Macdonald and Jane's, 1975. — ISBN 978-0-356-04661-7.
- Christian Axboe Nielsen. Making Yugoslavs: Identity in King Aleksandar's Yugoslavia. — Toronto, Ontario: University of Toronto Press, 2014. — ISBN 978-1-4426-2750-5.
- Grga Novak. Jadransko more u sukobima i borbama kroz stoljeća. — Split: Marjan tisak, 2004. — Т. 2. — ISBN 978-953-214-222-8.
- Vincent P. O'Hara. The German Fleet at War, 1939–1945. — Annapolis, Maryland: Naval Institute Press, 2011. — ISBN 978-1-61251-397-3.
- Vincent P. O'Hara. Struggle for the Middle Sea: The Great Navies at War in the Mediterranean Theater, 1940–1945. — Annapolis, Maryland: Naval Institute Press, 2013. — ISBN 978-1-61251-408-6.
- Jürgen Rohwer, Gerhard Hümmelchen. Chronology of the War at Sea 1939–1945: The Naval History of World War Two. — Annapolis, Maryland: Naval Institute Press, 1992. — ISBN 978-1-55750-105-9.
- James J. Sadkovich. The Italian Navy in World War II. — Westport, Connecticut: Greenwood Press, 1994. — ISBN 978-0-313-28797-8.
- Barbara Brooks Tomblin. With Utmost Spirit: Allied Naval Operations in the Mediterranean, 1942–1945. — Lexington, Kentucky: University Press of Kentucky, 2004. — ISBN 978-0-8131-3768-1.
- M. J. Whitley. Destroyers of World War Two: An International Encyclopedia. — Annapolis, Maryland: Naval Institute Press, 1988. — ISBN 978-0-87021-326-7.

### Статьи
- Патянин С.В. Под тремя флагами: Югославский лидер «Дубровник» // Гангут : журнал. — 2001. — № 27. Архивировано 4 марта 2010 года.
- Birmingham Post. PoW Survivors Re-Live Sinking by Submarine (англ.). Birmingham Post. Questia (14 мая 2003).
- Zvonimir Freivogel. From Glasgow to Genoa under Three Flags – The Yugoslav Flotilla Leader Dubrovnik (англ.) // Военный сборник : журнал. — Научный издательский дом «Исследователь», 2014. — Vol. 4, no. 2. — P. 83–88.
- Zvonimir Freivogel. Kriegsmarine in der Adria 1941-45; Ex-jugoslawische Kriegsschiffe unter deutscher Flagge — ein Stück weitgehend unbekannter Marine- und Seekriegsgeschichte (нем.) // Marine-Arsenal Band. — Wölfersheim-Berstadt: Podzun-Pallas, 1998. — Nr. 40. — ISBN 3-7909-0640-9.
- Zvonimir Freivogel. Beute-Zerstörer und Torpedoboote der Kriegsmarine (нем.) // Marine-Arsenal Band. — Wölfersheim-Berstadt: Podzun-Pallas, 2000. — Nr. 46. — ISBN 3-7909-0701-4.